# Pier Francesco Cittadini
Pier Francesco Cittadini, también conocido como Il Milanese (Milán, 1616-Bolonia, 20 de noviembre de 1681) fue un pintor barroco italiano. 

## Biografía
Tras un aprendizaje inicial en Milán, se formó en Bolonia con Guido Reni. Posteriormente se afincó en Roma, donde entró en contacto con artistas flamencos y neerlandeses autores sobre todo de paisajes y bodegones, géneros que trató Cittadini junto con el retrato, en un estilo naturalista de aire placentero.
Fue representante de un tipo de bodegones opulentos, poblados de objetos preciosos, vajillas y alfombras orientales.

## Galería

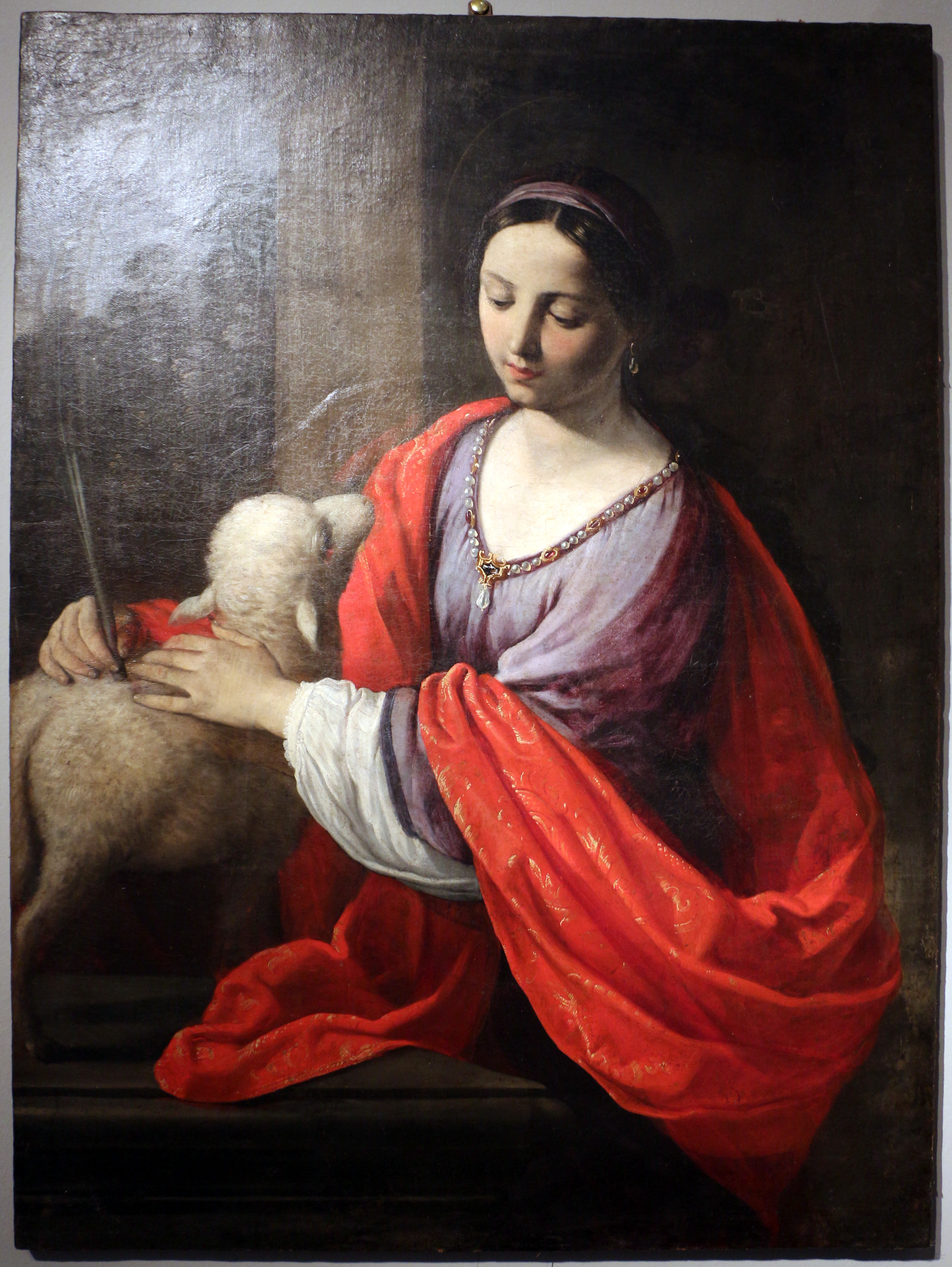
Santa Inés (c. 1640-1645), Pinacoteca Nacional de Bolonia
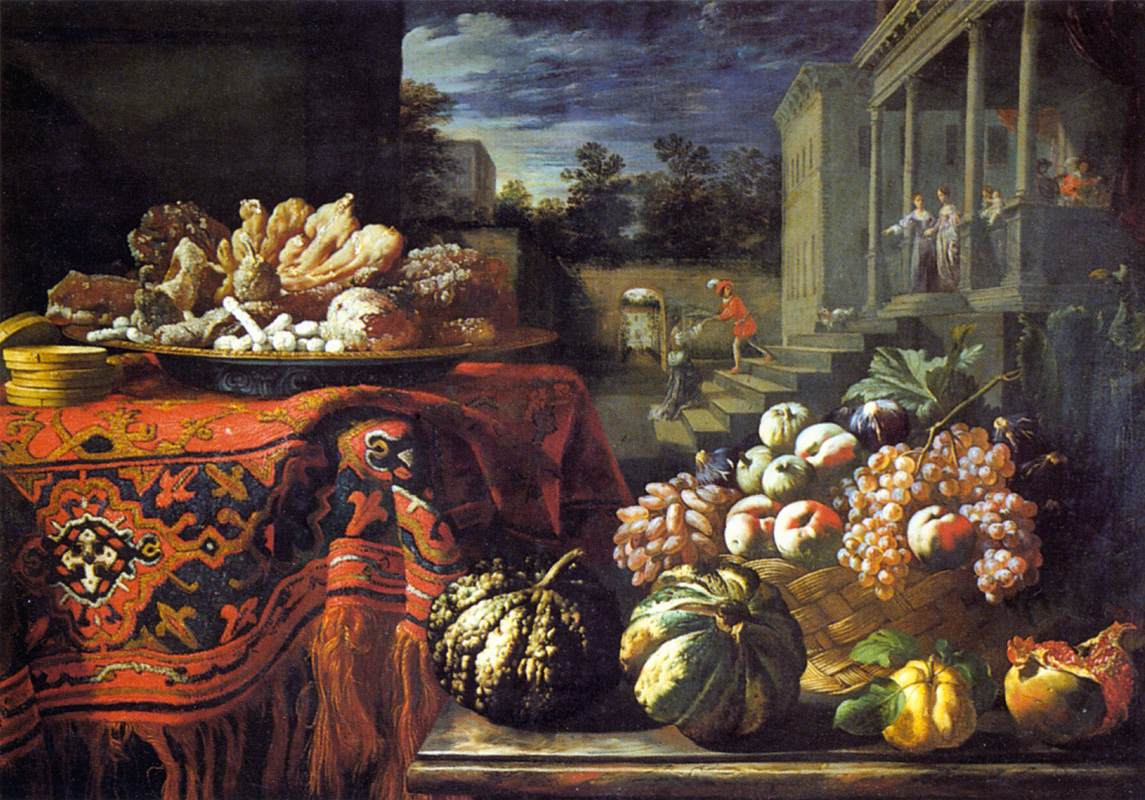
Naturaleza muerta con frutas y dulces (1650-1660), Galleria Nazionale d'Arte Antica di Trieste
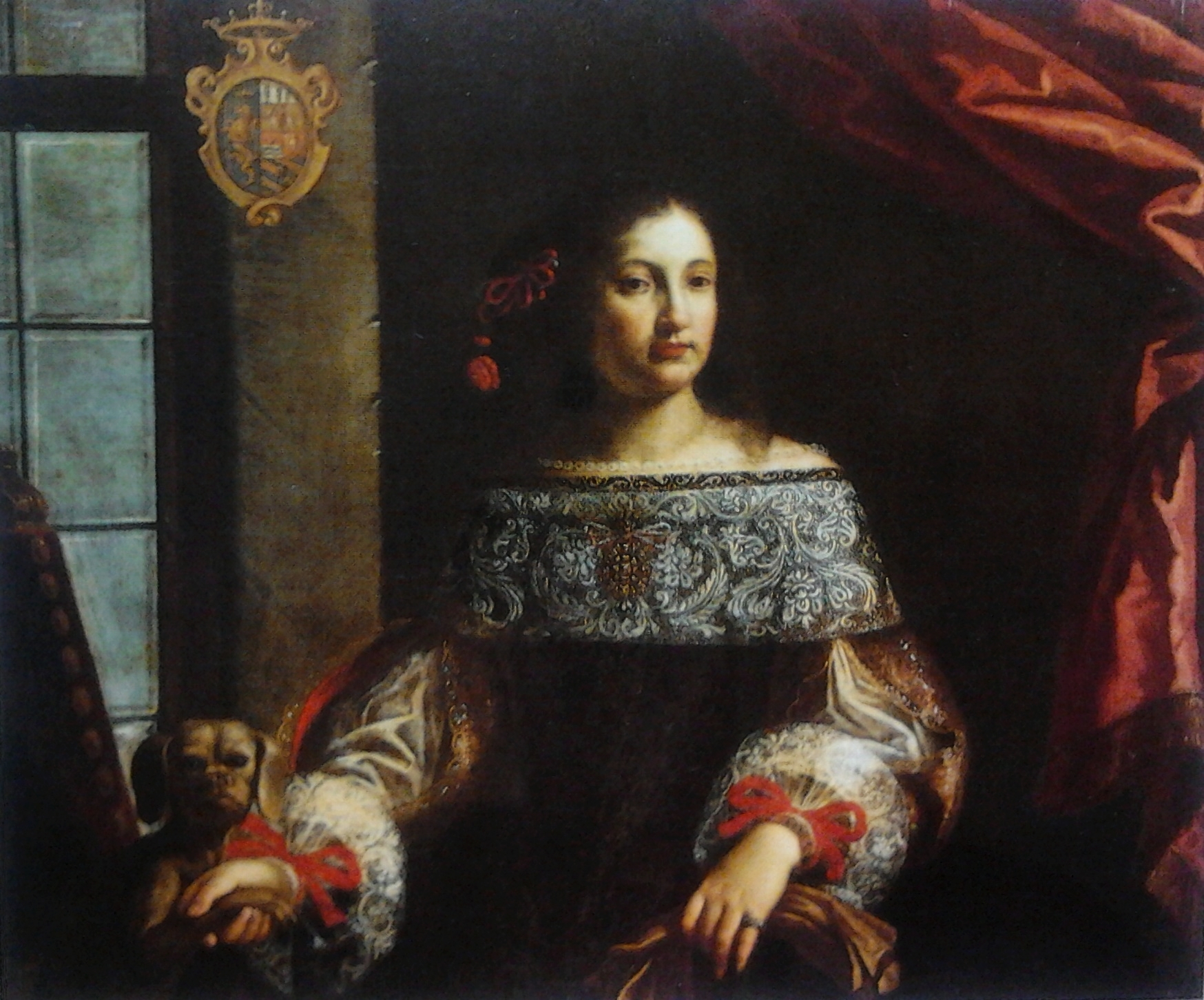
Simonetta Cavazzi della Somaglia (1660-1670), Muzeum Kolekcji im. Jana Pawła II, Varsovia
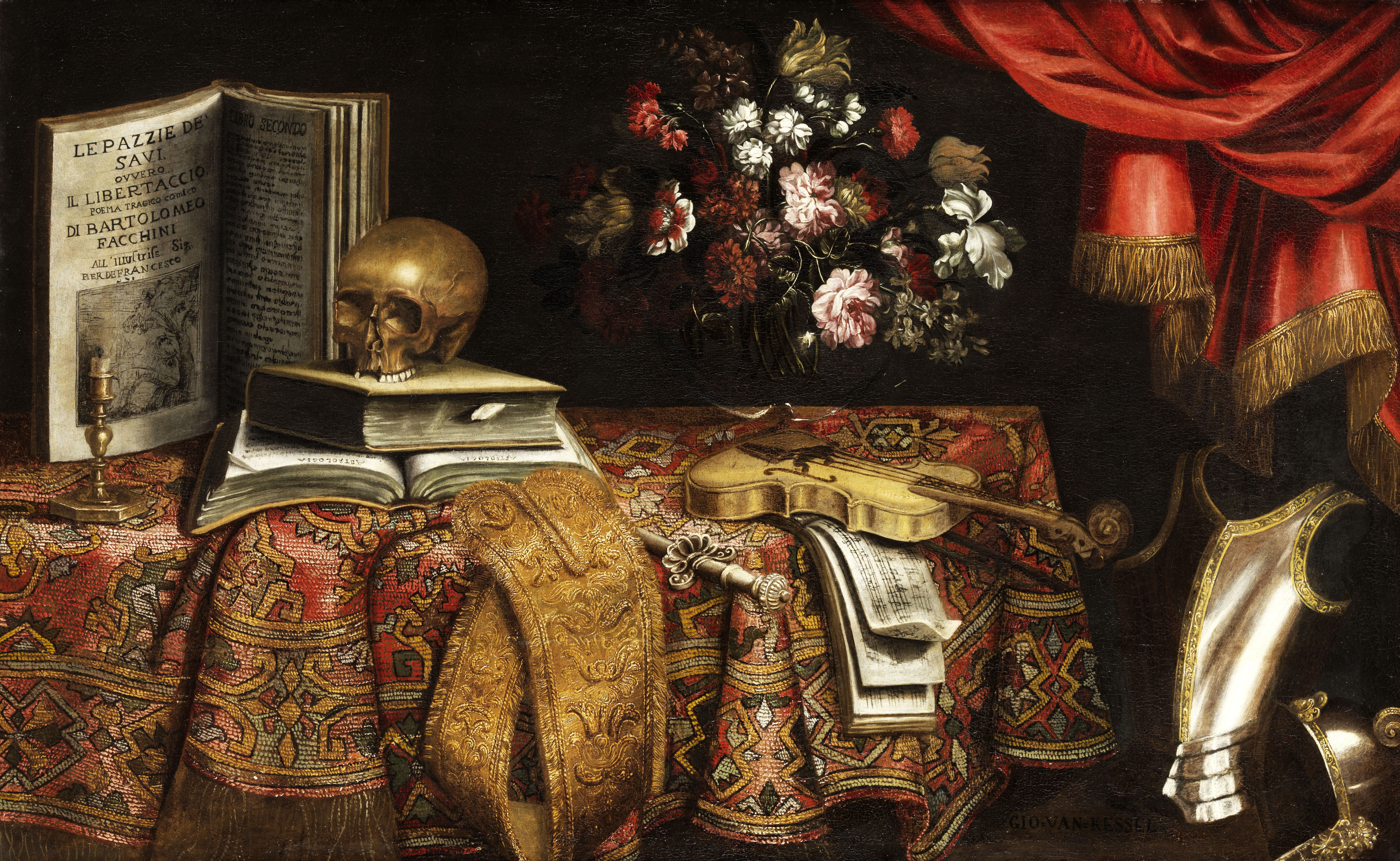
Vanitas con violín, libro de música, florero y calavera (1681), colección privada
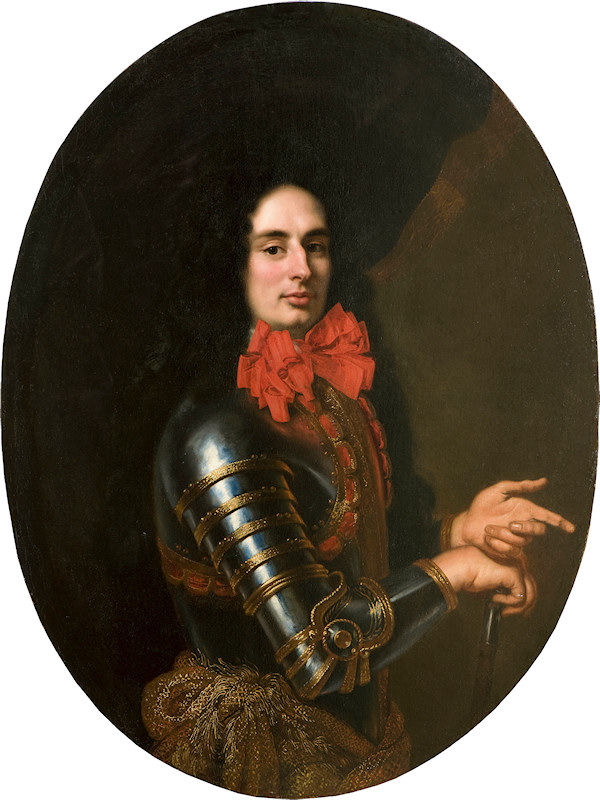
Retrato de un caballero con armadura y bufanda roja, Fondazione Cariplo, Milán
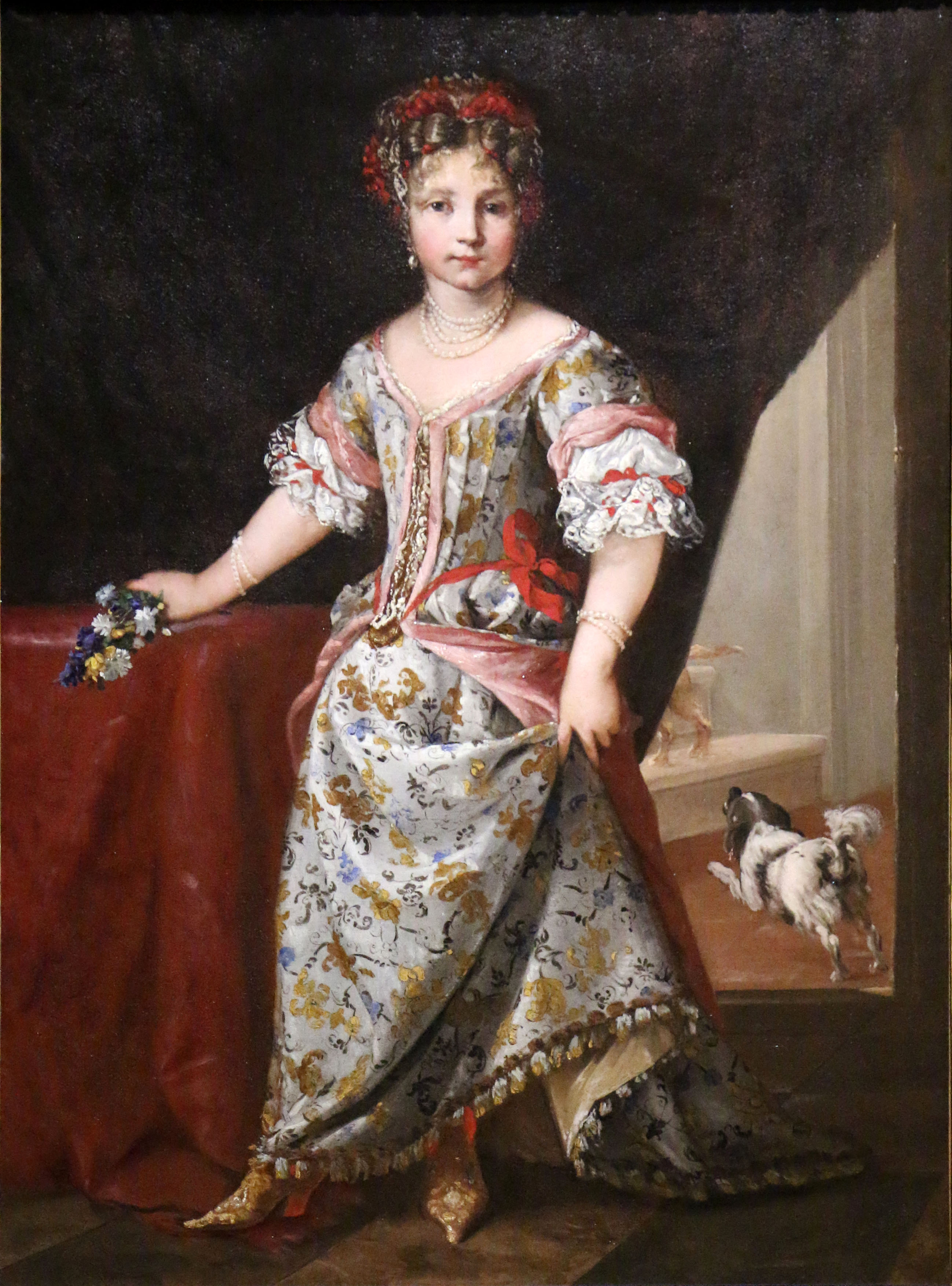
Retrato de un princesa, Museo de Bellas Artes de Marsella
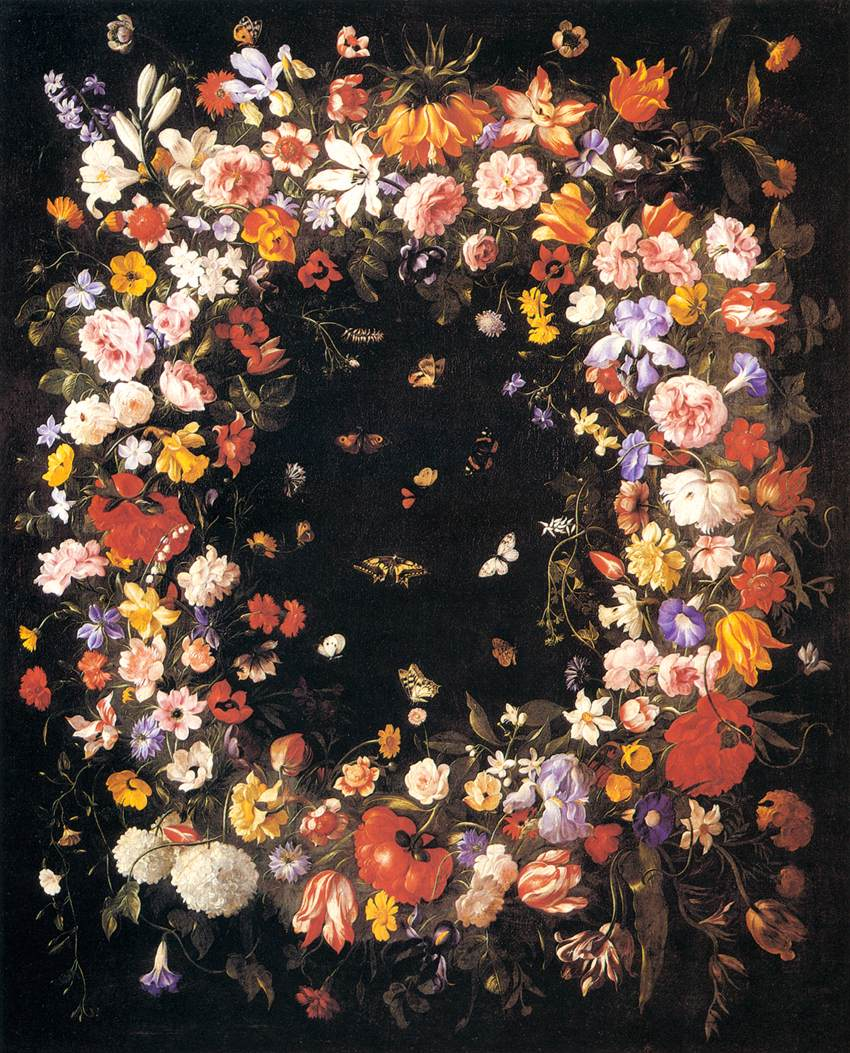
Guirnalda de flores, Pinacoteca Nacional de Bolonia
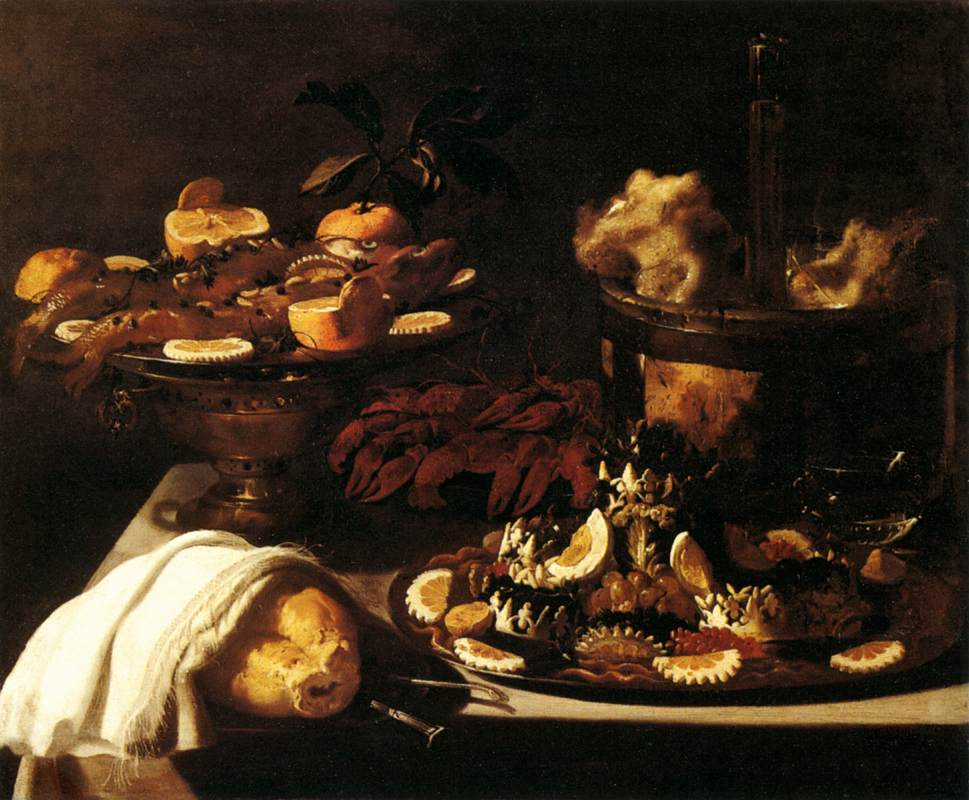
Mesa puesta, Retiro di San Pellegrino, Bolonia